# Fleet Model 1
El Fleet Model 1 (originalmente el Consolidated Model 14 Husky Junior) y sus derivados fueron una familia de biplanos biplaza de entrenamiento y deportivos, producida en los Estados Unidos y Canadá en los años 20 y 30 del siglo XX. Todos compartían el mismo diseño básico y variaban principalmente en sus motorizaciones.

## Desarrollo

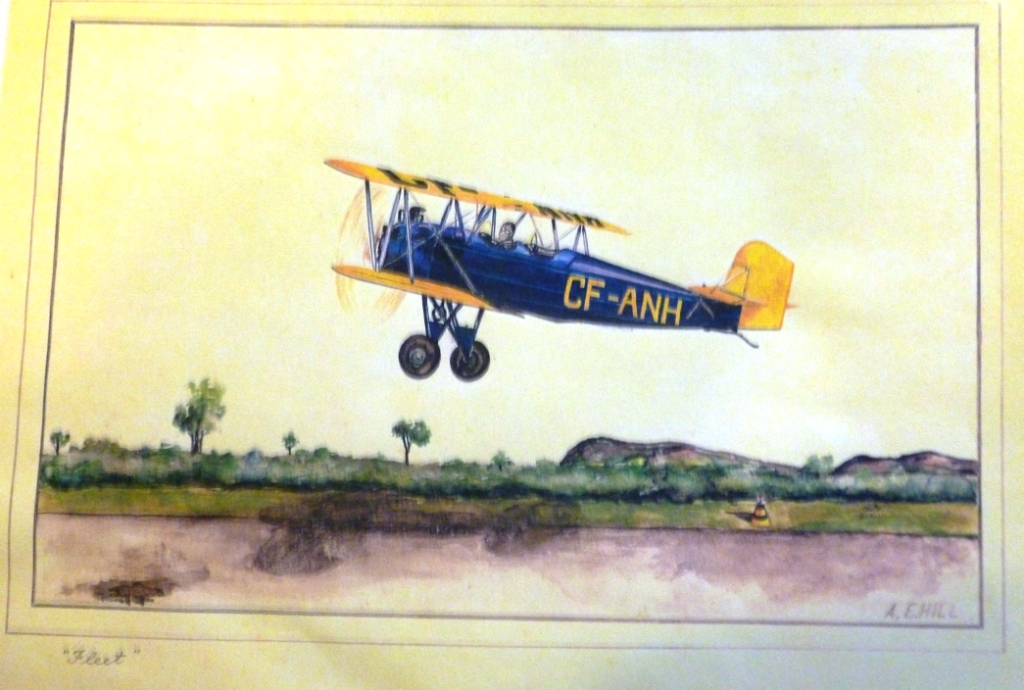
Aeronave Fleet 2 dibujada por A. E. (Ted) Hill, años 30.

El Fleet Model 1 y sus derivados fueron biplanos ortodoxos con alas escalonadas de vano simple de misma envergadura y tren de aterrizaje de patín de cola fijo. Se proporcionó una acomodación para dos tripulantes en tándem, compartiendo originalmente una única cabina abierta, pero, en la mayoría de los ejemplares, en cabinas separadas abiertas. El fuselaje estaba realizado de tubo de acero soldado con estructuras laterales con patrón de construcción en disposición triangular de entramado Warren, típicas de la época, y las alas tenían un larguero de madera con costillas de duraluminio, estando todo el avión recubierto de tela. A pesar de recordar superficialmente a los exitosos diseños Trusty y Husky de Consolidated (de aquí el apodo "Husky Junior"), el Consolidated Model 14 era un diseño totalmente nuevo.
Creado originalmente como un medio para que Consolidated entrara en el mercado civil, la compañía abandonó sus ambiciones poco después de la finalización del primer prototipo. Los derechos de fabricación fueron comprados por el diseñador y presidente de la compañía Consolidated, Reuben Fleet, para poner el avión en producción con su nueva compañía, Fleet Aircraft. Fue un éxito inmediato, y, solo en el primer año de producción, se vendieron más de 300 ejemplares. Consolidated respondió rápidamente comprando Fleet Aircraft y reteniéndola como una subsidiaria, mientras abría una segunda línea de producción en Fort Erie, Ontario, Canadá. La fabricación canadiense tuvo un gran éxito, con más de 600  ejemplares construidos para la Real Fuerza Aérea canadiense como Fleet Fawn (Model 7) y Fleet Finch (Model 16).
Una pequeña cantidad de máquinas construidas en los Estados Unidos fue comprada por los militares estadounidenses, incluyendo un lote evaluado por el Cuerpo Aéreo del Ejército de los Estados Unidos (USAAC) como PT-6. Un prototipo inicial y seis entrenadores especializados N2Y de producción posterior fueron comprados por la Armada estadounidense. Estas aeronaves N2Y-1 estaban equipadas con ganchos para enganchar el trapecio de dos dirigibles de la Armada, el USS Akron y el USS Macon. Los aviones parásito N2Y-1 fueron usados para entrenar a pilotos que volarían posteriormente en aeronaves de reconocimiento de largo alcance F9C Sparrowhawk. El biplaza N2Y-1 también sirvió como avión de servicio, llevando a pasajeros a los dirigibles en vuelo.
El 6 de julio de 1930, el futuro piloto de carreras aéreas y piloto acrobático Paul Mantz realizó, con un biplano Fleet Model 2, 46 rizos exteriores, un récord internacional que permaneció imbatido durante casi 50 años.
Los derechos de producción en los Estados Unidos fueron vendidos finalmente a la Brewster Aeronautical Corporation, con la intención de producir el Brewster B-1, basado en el Model 16F canadiense.

## Variantes

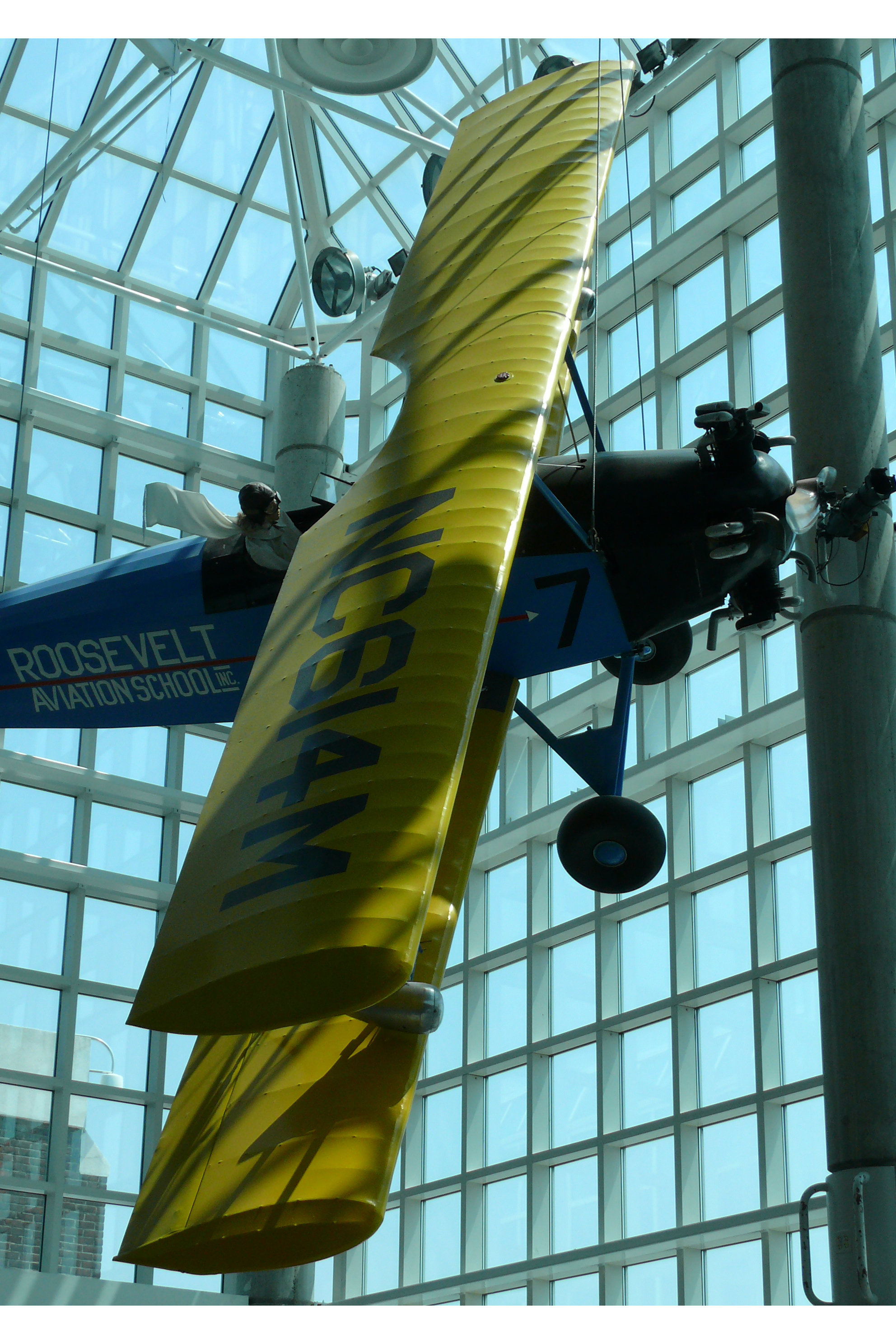
Fleet Model 2 en exhibición en el Cradle of Aviation Museum.

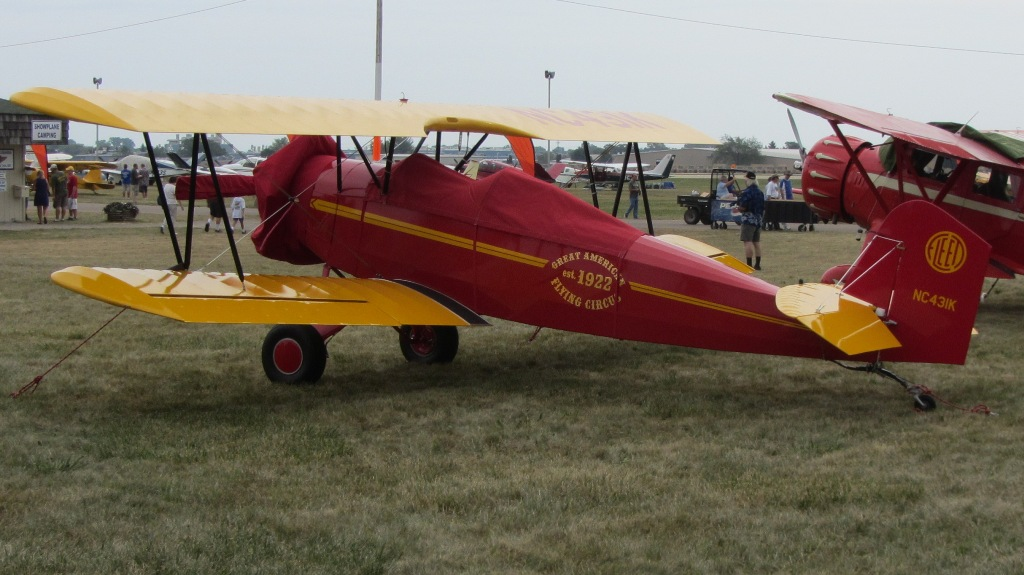
Fleet Model 2.

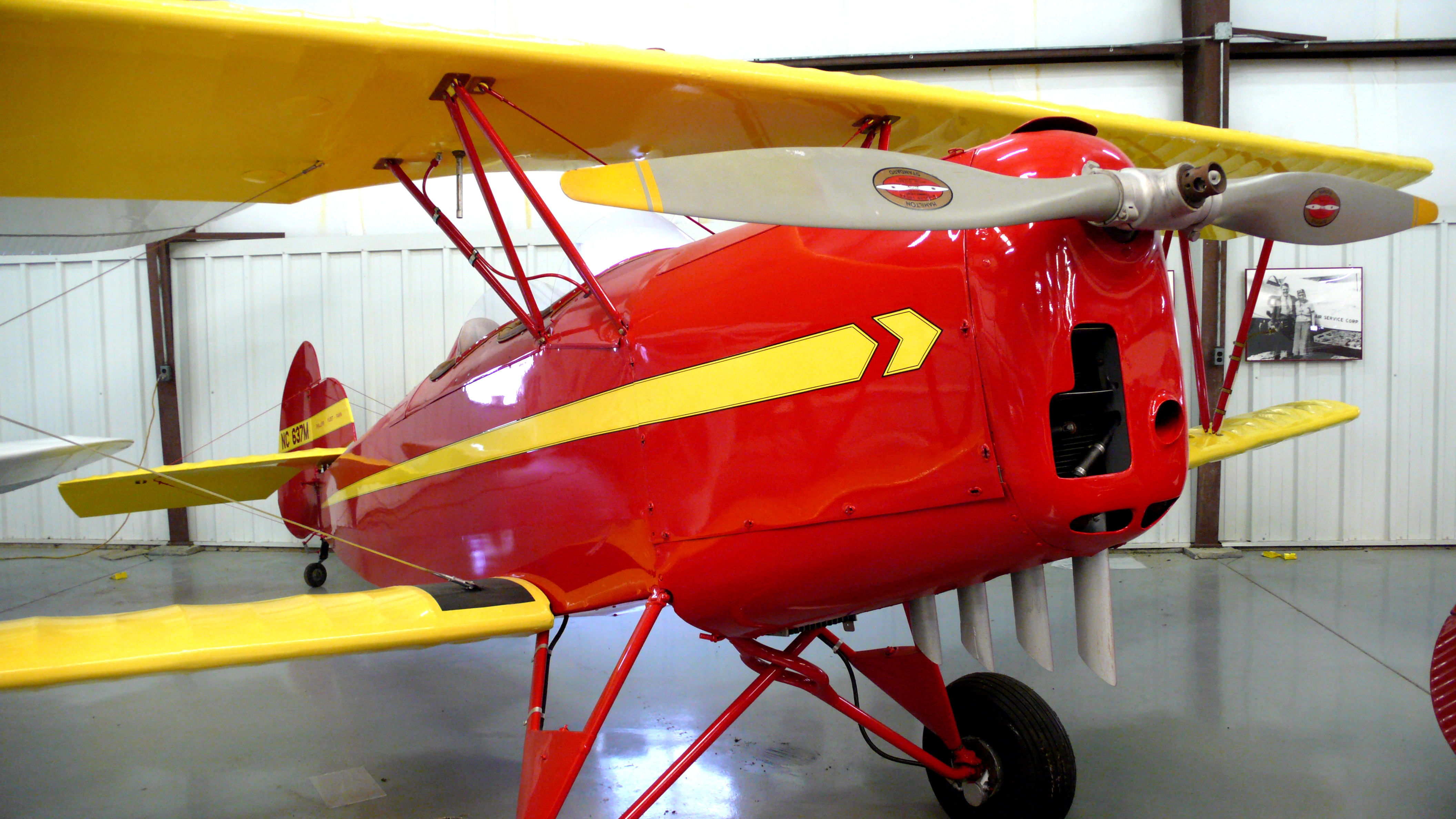
Fleet Model 7.

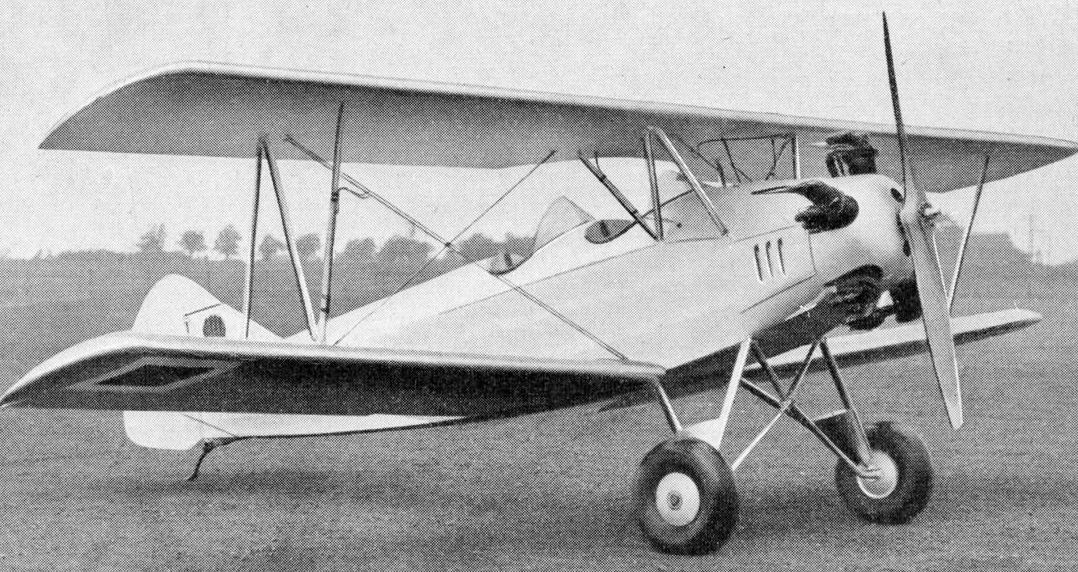
Foto del Fleet Model 11 en la revista Le Pontentiel Aérien Mondial 1936.

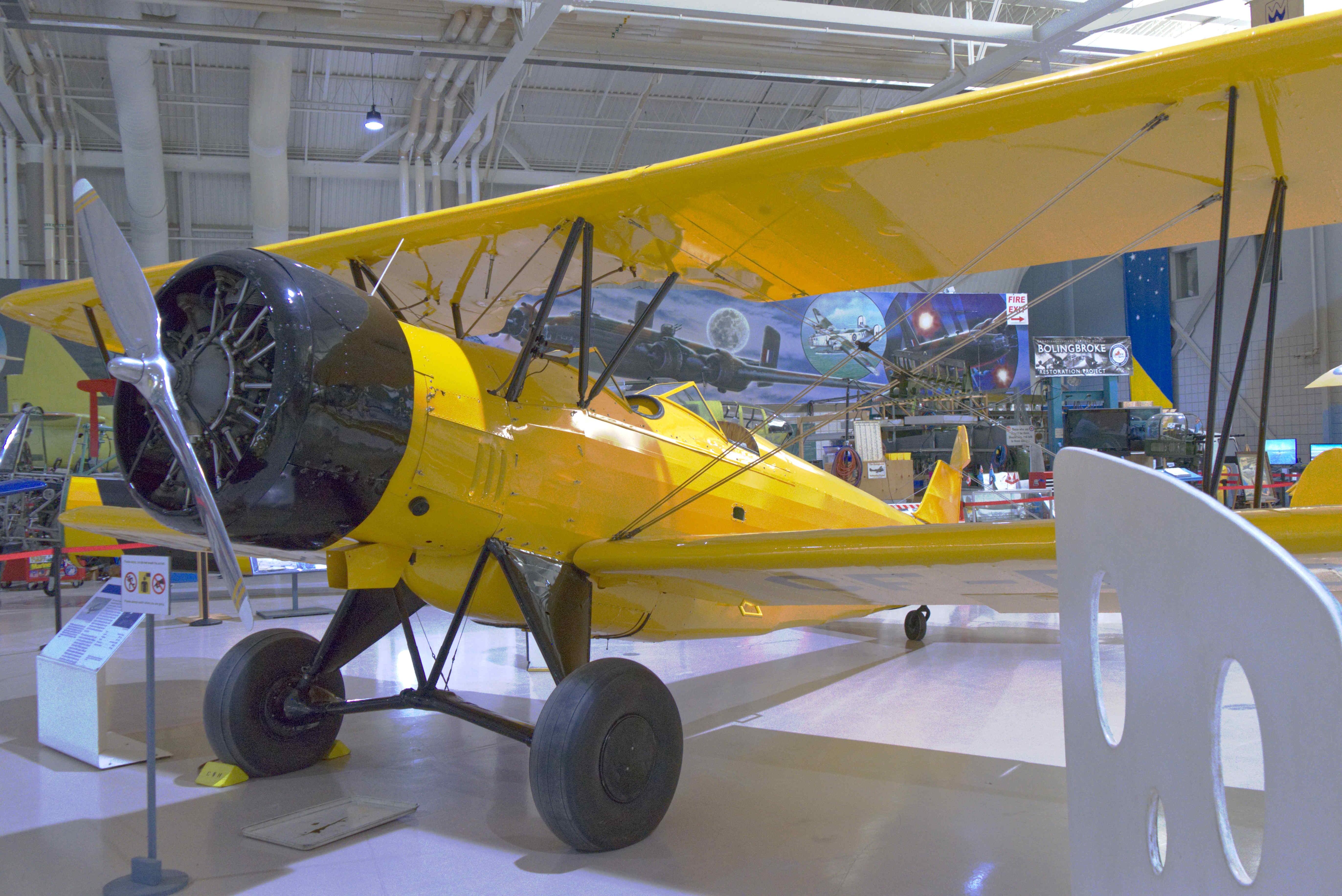
Fleet Model 21K, alrededor de 1937.

Consolidated Model 14 Husky Junior
Prototipos, alrededor de cinco construidos.
Fleet Model 1
Versión de producción inicial con motor Warner Scarab, alrededor de 90 construidos.
Model 2
Versión de producción inicial con motor Kinner K-5, 203 construidos.
PT-6
Designación dada por el USAAC al Model 2, 16 construidos.
N2Y-1
Versión de la Armada estadounidense con gancho para trapecio, para entrenamiento de enganche a dirigibles, seis construidos.
Model 3
Versión con motor Wright J-6, uno convertido desde un Model 2.
Model 4
Versión con motor Curtiss Challenger, uno construido.
Model 5
Versión con motor Brownback C-400, uno construido.
Model 6
Versión mejorada para la Armada estadounidense como XN2Y-2, modificada más tarde como autogiro por Pennsylvania Aircraft con el ala superior reemplazada por un rotor, fue redesignada XOZ-1, uno construido.
Model 7
Versión con motor Kinner B-5, 48 construidos, más varios convertidos desde Model 2 por Fleet en Canadá.
Fleet Model 7B
Versión de producción canadiense, designada Fawn I por la RCAF.
Fleet Model 7C
Versión de producción canadiense con motor Armstrong Siddeley Civet, designada Fawn II por la RCAF.
Model 7G
Versión de producción canadiense con motor de Havilland Gipsy III.
XPT-6
Un Model 7 adquirido por el Cuerpo Aéreo del Ejército de los Estados Unidos para realizar pruebas de servicio. Versión con motor Kinner R-370-1 (Kinner K-5) de 100 hp.
YPT-6
Diez aeronaves similares al XPT-6, usadas por el USAAC para realizar pruebas de servicio y evaluación.
YPT-6A
Versión modificada del Model 7 equipada con una cabina agrandada. Usada por el USAAC para realizar pruebas de servicio y evaluación.
Model 8
Versión triplaza similar al Model 7, siete construidos.
Model 9
Versión refinada del Model 8, 12 construidos.
Model 10
Versión refinada del Model 7 para exportación a Europa, reemplazando la barra radial "abrazada" de la pata principal de babor original de 1928 de los Model 2 y 7, por un diseño de articulación central para ambas ruedas principales, usando un puntal transversal en V para proporcionar el punto de articulación.
Model 10A
Versión con motor Kinner de 100 hp.
Model 10B
Versión con motor Kinner de 125 hp.
Model 10D
Versión con motor Kinner de 160 hp.
Model 10-32D
Similar en general al Model 10D, pero con la envergadura aumentada en 1,22 m.
Model 10E
Versión con motor Warner de 125 hp.
Model 10F
Versión con motor Warner de 145 hp.
Model 10G
Versión con motor de Havilland Gypsy Major para los Gobiernos de Portugal y Rumania; alrededor de 70 construidos en Rumania por ICAR.
Model 10H
Versión con motor Menasco C-4S.
Model 11
Versión con motor Kinner R-5; algunos exportados a Argentina, China y México.
Model 14
Model 2 modificado para participar en la Competición Guggenheim de Avión Seguro, pero fue descalificado; alrededor de 300 construidos en Rumania bajo licencia por IAR.
Model 16
Fleet Finch, versión reforzada de producción canadiense con cubierta deslizante, propulsada por un motor de Havilland Gipsy Major de 130 hp, alrededor de 600 construidos.
Model 16B
Fleet Finch Mk II, versión reforzada de producción canadiense, propulsada por un motor Kinner B5.
Model 16D
Similar al Model 16B, pero equipado con un motor Kinner B5.
Model 16F
Prototipo para el Brewster B-1.
Model 16R
Fleet Finch Mk I, designación del Fleet 16D construido en Canadá para la RCAF.
Model 21
Versión armada construida en Canadá para la Fuerza Aérea mexicana, 11 construidos.
Model 21M
Designación dada a un único avión demostrador.
Model 21K
Redesignación del Model 21M, después de ser vendido a un propietario privado.

## Operadores
Argentina
- Armada Argentina: 10 Model 11 (1931-40).[3]

 Canadá
- Real Fuerza Aérea canadiense

 República de China
- Fuerza Aérea de la China Nacionalista: Fleet Model 11.

 Estados Unidos
- Cuerpo Aéreo del Ejército de los Estados Unidos

 México
- Fuerza Aérea mexicana

 Paraguay
- Fuerza Aérea Paraguaya: Escuela Militar de Aviación, 5 Fleet Model 2 comprados en 1931.

 Turquía
- Fuerza Aérea Turca[4]

## Supervivientes
Estados Unidos
- Fleet Model 2: número de serie 181, matrícula N605M, Pima Air & Space Museum, Tucson, Arizona. Pintado con la librea de Gilpen & Greenway Air Lines, Tucson, Arizona, 1934.

Israel
- Fleet Model 1: con matrícula 4X-AAF, está en estado de vuelo y localizado en la Paradive Aviation Gallery, Habonim Airstrip. La aeronave (número de serie 200) fue construida en 1929 y está propulsada por un motor Kinner B-5.

Paraguay
- Fleet Model 2: número de serie desconocido, ex E-15 del Arma Aérea paraguaya, ex ZP-EAL. Veterano de la guerra del Chaco. Donado a la Fuerza Aérea paraguaya en 1990, actualmente está a cargo del Yvytu Flight Club, que lo restauró a la condición de vuelo.

## En la cultura popular
Los aviones Fleet son mencionados repetidamente en las novelas del escritor Richard Bach.

## Especificaciones (Model 2)
Referencia datos: General Dynamics Aircraft and their Predecessors

### Características generales
- Tripulación: Dos (alumno e instructor)
- Longitud: 6,3 m (20,7 ft)
- Envergadura: 8,5 m (28 ft)
- Altura: 2,4 m (7,8 ft)
- Superficie alar: 18,1 m² (194,8 ft²)
- Peso vacío: 482 kg (1062,3 lb)
- Peso cargado: 826 kg (1820,5 lb)
- Planta motriz: 1× motor radial de cinco cilindros refrigerado por aire Kinner K-5.
  - Potencia: 82 kW (113 HP; 112 CV)
- Capacidad de combustible: 210 l

### Rendimiento
- Velocidad máxima operativa (Vno): 183 km/h (114 MPH; 99 kt)
- Velocidad crucero (Vc): 142 km/h (88 MPH; 77 kt)
- Techo de vuelo: 3700 m (12 139 ft)
- Régimen de ascenso: 3,7 m/s (728 ft/min)

## Aeronaves relacionadas

### Secuencias de designación
- Secuencia Numérica (interna de Consolidated): ← 8 - 9 - 10 - 14 - 15 - 16 - 17 →
- Secuencia Numérica (interna de Fleet): 1 - 2 - 5 - 7 Fawn - 10-16 Finch - Fleet 21 - Fleet 50 Freighter - Fleet 60 Fort - Fleet 80 Canuck →
- Secuencia PT-_ (Entrenadores Primarios del USAAC/USAAF, 1925-1948): ← PT-3 - PT-4 - PT-5 - PT-6 - PT-7 - PT-8 - PT-9 →
- Secuencia N_Y (Aviones de Entrenamiento de la Armada estadounidense, 1922-1946 (Consolidated, 1926-1954)): NY - N2Y - N3Y - N4Y
- Secuencia O_Z (Aviones de Observación de la Armada estadounidense, 1922-1962 (Wilford/Pennsylvania, 1933-1934)): OZ